# Водний транспорт нафти і газу
Водний транспорт нафти і газу поділяється на морський та річковий і здійснює перевезення нафтопродуктів як усередині країни, так і за її межами. У світовій торгівлі нафтою частка цього виду транспорту постійно зростає. Водний транспорт, на відміну від залізничного, потребує меншої витрати енергії на перевезення одиниці маси вантажу, характеризується меншою чисельністю персоналу, меншими витратами металу на одиницю вантажопідйомності рухомого складу, незначною власною масою порівняно з масою вантажу.
До переваг морського транспорту слід віднести можливість транспортування з відносно низькою собівартістю значних обсягів нафтопродуктів шляхом використання суден великої вантажопідйомності на далекі відстані. У той же час при такій доставці виникає реальна загроза забруднення навколишнього середовища в разі пошкодження судна, що є суттєвим недоліком.
Наливними судами або танкерами називають судна, призначені для транспортування рідких вантажів. До таких вантажів належать головним чином нафта і нафтопродукти, але танкери можуть перевозити також рідкі харчові продукти, хімічні органічні та неорганічні вантажі, зріджені гази.

## Історія розвитку водного транспорту
Перший у світі успішний нафтовий танкер Нобеля «Зороастр» (Zoroaster) був збудований у 1877 році на шведській корабельні коштом братів Нобелів. Цей танкер, який він розробив у Швеції, в Гетеборзі разом зі Свеном Алмквістом (Sven Almqvist) і започаткував наливний спосіб перевезення нафти та нафтопродуктів.
Зороастр вміщував 242 довгих тонни гасу в двох сталевих танках з'єднаних трубами. Один танк був на носі судна, машинне відділення на міделі, а другий танк на кормі. Танкер також мав набір з 21 вертикального водонепроникного відсіку для додаткової плавучості. Максимальна довжина судна дорівнювала 56 м (184 фути), ширина 8,2 м (27 футів), і осадка 2,7 м (9 футів).
На відміну від інших танкерів Нобеля, «Зороастр» був побудований досить маленьким, щоб ходити від Швеції до Каспійського моря шляхом Балтійського моря, Ладозького озера, Онезького озера, Рибінського і Маріїнського каналів і по Волзі. Брати Нобель згодом почали адаптувати кораблі з однокорпусним дизайном, в яких корпус судна був частиною його танкової структури.
У листопаді 1880 року Нобель замовив свій перший однокорпусний танкер «Мойсей» (Moses). Після аварії в 1881 році, коли танкер Норденскьйoльд (Nordenskjold) вибухнув у Баку під час прийому гасу, удосконалили систему завантаження танкера: створено гнучку систему трубопроводів, захищено від протікання вантажні труби, які стали набагато стійкішими до розливів.
У 1883 році в конструкції нафтоналивних танкерів зроблено великий крок уперед. Працюючи в компанії Нобеля, полковник Генрі Ф. Свен (Henry F. Swan) розробив серію з трьох танкерів Нобеля. Замість одного або двох великих вантажних танків, Свен розмістив кілька танків по ширині й довжині судна. Трюми були розташовані в ряд і розділялися на секції лівого і правого бортів повздовжньою переділкою. Недоліком більш ранніх моделей було те, що вільна поверхня рідинного вантажу, внаслідок бовтання нафти з боку в бік могла привести до перевертання судна. Поділ танків судна на невеликі резервуари практично ліквідував проблему вільних поверхонь. Підхід, який уперше використаний у Свенових танкерах «Блиск» (Blesk), «Люмен» (Lumen) та «Люкс» (Lux), є універсальним і нині.

## Нафтові танкери
Нафтові танкери — це судна, призначені для перевезення великих обсягів сирої нафти та газу. Вони потрібні для світової нафтогазової галузі, транспортуючи ці товари по всьому світу.
Нафтові танкери бувають різних розмірів: від невеликих суден, що перевозять кілька тисяч барелів нафти, до надвеликих перевізників сирої нафти (ULCC), що перевозять до 2 мільйонів барелів. Існує також кілька спеціалізованих нафтових танкерів, наприклад, призначених для перевезення легколетких рідин (HVL) або тих, що можуть перевозити скраплений природний газ (ЗПГ).
Згідно з даними Міжнародного енергетичного агентства (МЕА), на 2020-ті роки світовий танкерний флот має ємність близько 5,2 мільярда барелів. Переважна більшість цих потужностей перевозиться танкерами дедвейтом понад 70 000 тонн (DWT).
Використання нафтових танкерів сягає початку 19 століття, коли першу сиру нафту перевезли з Пенсільванії до Нью-Йорка кораблем. Нині нафтові танкери відіграють життєво важливу роль у світовій економіці, транспортуючи сиру нафту та природний газ із видобувних регіонів на ринки по всьому світу.
За даними МЕА, у 2019 році морська торгівля сирою нафтою та природним газом становила близько 9,4 млрд тонн. З них приблизно 7,4 млрд тонн припадає на сиру нафту та 2 млрд тонн на природний газ.
Більшість світової сирої нафти транспортується морем: у 2019 році на танкери припало близько 77 % світової торгівлі сирою нафтою. Найбільшими експортерами сирої нафти є Саудівська Аравія, Росія та Ірак, а найбільшими імпортерами — США, Китай та Індія.
У 2019 році торгівля ЗПГ становила близько 343 мільйонів тонн, при цьому Катар, Австралія та США були найбільшими експортерами, а Китай, Японія та Південна Корея — найбільшими імпортерами.

### Супертанкери
Через свій розмір надвеликі та масивні нафтоперевізники (ULCC та VLCC) можуть плавати тільки за певними маршрутами. VLCC мають потужність від 160 000 до 300 000 SDWT, а ULCC — понад 300 000 SDWT. Більшість великих перевізників сирої нафти зафрахтовані у транспортних фірм, які мають досвід управління такими величезними суднами, а не належать до нафтових компаній.
Найбільший у світі супертанкер «Seawise Giant» був побудований в 1979 році на Оппама верфі в Sumitomo Heavy Industries, Ltd (у 1989 році перейменований в «Happy Giant», в 1991 році — в «Jahre Viking», в 1999 році — в «Knock Nevis»). Судно довжиною 458,45 м (1504,1 фута) з осадкою 24,61 м (80,74 фута) мало 46 танків, його потужність дорівнювала 564 763 DWT.

#### Будова та експлуатація нафтового танкера
Для виконання операцій з викачування нафти, а також для внутрішніх перекачувань судно має насосне (машинне) відділення, обладнане вантажними насосами, пропускною здатністю до 2000 м³/год. Налив та злив нафтопродуктів здійснюється за системою трубопроводів, що поєднують машинне відділення з танками. Під час наливу слідкують, щоб танки були заповнені для запобігання переміщення нафтопродукту при качці танкера або баржі, яке може викликати гідравлічні удари, руйнування стінок резервуарів та втрату стійкості, що призведе до перевертання судна. Проте рідкий вантаж здатний перетікати при крені, що зменшує метацентрову висоту, створює в конструкції судна додаткові напруження. У рідкого вантажу відбувається зміна обсягу при зміні його температури, тому не можна завантажувати танки на 100 %. Вільні поверхні сприяють сильним ударам вантажу об переборки. В'язкі вантажі вимагають підігріву перед вивантаженням. Вантажний хід можливий зазвичай в одному напрямку, зворотний перехід танкер робить з рідким баластом.
Через це відбувається інтенсивна корозія незахищених металевих конструкцій. Вантажі в більшості пожежо- та вибухонебезпечні. Для зменшення впливу вільних поверхонь рідкого вантажу при бортовій хиткості та для збільшення поздовжньої міцності танкери облаштовують поздовжніми перегородками. Танк, розташований між поздовжніми перегородками, називається центральним, ліворуч і праворуч від нього — бортові танки. Відповідно до нормативів довжина танка повинна бути не більш як 0,13L, де L — довжина судна. Якщо довжина танка понад 15 м, в середині його довжини ставиться відокремлювальна перегородка. Для обмеження переміщень вантажу в поперечному напрямку там, де необхідно, також встановлюються такі перегородки. Застосовуються декілька варіантів будови корпусу танкерів. Як видно з рис. 3, подвійні борти використовуються для зберігання ізольованого баласту. Там, де немає подвійних бортів, під ізольований баласт виділяються вантажні танки, як правило, бортові. Танкери з подвійним дном і подвійним бортом називають суднами з подвійним корпусом. Балки судового набору розташовують усередині бортових, міжбортових і міждонних танків для того, щоб полегшувалася мийка центральних (внутрішніх) танків при перевезенні в'язких вантажів.

### Баржі
Баржі в основному пересуваються річками, прибережними і внутрішніми водними шляхами або індивідуально, або групами по дві і більше особин. Вони можуть бути самохідними чи буксирними. Вони можуть постачати сиру нафту на нафтопереробні заводи, але найчастіше вони є дешевим маршрутом транспортування нафтопродуктів з нафтопереробних заводів на розподільчі термінали. Танкери, осаду чи розмір яких неможливо їм пришвартуватися, також завантажуються товарами з допомогою барж.
Баржі за районом плавання поділяються на річкові, рейдові і морські:
- річкові баржі використовуються на внутрішніх водах — річках, озерах, каналах;
- рейдові баржі використовуються для перевезень вантажів на рейді або в закритій від хвиль акваторії;
- морські баржі здатні здійснювати переходи морем.

Наливні баржі перевозять рідкі продукти (головним чином нафтопродукти) безпосередньо в трюмах або у спеціальних вмонтованих ємностях. При перевезенні в'язких продуктів вони обладнуються системами підігрівання.

### Судна для перевезення ЗПГ та зрідженого нафтового газу
Зріджений природний газ транспортують спеціалізованими морськими суднами з відсіками або високоізольованими резервуарами. СПГ розвантажується в порту доставки та доставляється на сховища або заводи з регазифікації. Зріджений нафтовий газ може транспортуватися в рідкому та кріогенному вигляді на ізотермічних та неізольованих морських суднах та баржах. Зріджений нафтовий газ у контейнерах (балонний газ) також може перевозитися на баржах та морських суднах як вантаж.
Три категорії морських суден, що використовуються для перевезення ЗПГ та зрідженого нафтового газу: Судна з резервуарами під тиском 2 мПа (тільки скраплений нафтовий газ)
Судна з теплоізольованими резервуарами та зниженим тиском від 0,3 до 0,6 МПа (тільки скраплений нафтовий газ)
Кріогенні судна з теплоізольованими резервуарами під тиском, близьким до атмосферного (ЗВГ та ЗПГ)

### Нафтові маршрути та стратегічні протоки
Найчастіше використовувані маршрути доставки сирої нафти беруть початок на Близькому Сході. Вони проходять через Баб-ель-Мандебську протоку, що відокремлює Джибуті в Африці від Ємену на Аравійському півострові, або Ормузька протока, головний у світі нафтоносний шлях, що відокремлює Об'єднані Арабські Емірати та Оман від Ірану. Після цього в ході рейсів тривалістю від двох тижнів до місяця танкери вирушають до:
- -Сполучені Штати та решта Північної та Південної Америки через мис Доброї Надії.
- -Азія через Малаккську протоку між Суматрою та Малайзією.
- -Європа через Суецький канал або, якщо вони надто широкі, через мис Доброї Надії, а потім у Північну Європу через Дуврську протоку.

Обсяг нафти, що проходить транзитом через Панамський канал, який у серпні 2014 року відзначив своє 100-річчя, значно збільшився через попит, що зростає в Азії. Проєкт з розширення каналу до 55 метрів було розпочато у 2007 році. Якщо не виникнуть непередбачувані обставини, розширення планується відкрити у 2016 році. У серпні 2014 року Єгипет також оголосив про плани подвоїти пропускну спроможність Суецького каналу, хоч умови фінансування ще не визначені. бути завершено. Нікарагуа, за сприяння китайської компанії, також планує побудувати канал, що з'єднує Тихий океан і Карибське море, який буде повністю введений в експлуатацію в 2020 році. У майбутньому, можливо, крижаний покрив, що тане, відкриє два нові маршрути через Арктику.
Витрати на доставку нафти називаються чартерними витратами та варіюються залежно від попиту. Витрати можуть подвоюватися залежно від пори року для одного і того ж рейсу і одного танкера. На частку припадає від 5 до 10 % доданої вартості нафти.